# Ахъркьой
 Тази статия е за село Ахъркьой (Одринско).  За село Ахъркьой (Визенско) вижте Ахъркьой (вилает Родосто).  
Ахъркьой (на турски: Ahırköy или Ahı köy) е село в Източна Тракия, Турция, Вилает Одрин.

## География
Селото се намира северозападно от Одрин близо до границата с България.

## История
В 19 век Ахъркьой е българско село в Одринска кааза на Одринския вилает на Османската империя. Според „Етнография на вилаетите Адрианопол, Монастир и Салоника“, издадена в Константинопол в 1878 година и отразяваща статистиката на населението от 1873 Ахър (Ahâr) е село в Нахия Юскюдар на Одринска каза с 40 домакинства и 185 жители българи.
До 1912 година жителите на Ахъркьой обработват както свои земи, така и чифлишки, принадлежащи на мюсюлмански земевладелци. Според статистиката на професор Любомир Милетич в 1912 година в селото живеят 38 екзархийски български семейства или 174 души.
При избухването на Балканската война в 1912 година един човек от Ахъркьой е доброволец в Македоно-одринското опълчение.
Българското население на Ахъркьой се изселва след Междусъюзническата война в 1913 година.

## Личности
Родени в Ахъркьой
- Янко Тодоров (1872 – ?), македоно-одрински опълченец, 3 рота на 11 сярска дружина[5]

Починали в Ахъркьой
- Георги Генчев Кьорчев, български военен деец, младши подофицер, загинал през Балканската война на 21 ноември 1912 година[6]